# Бабуково
Бабуково — деревня в Большесельском сельском поселении Большесельского района Ярославской области.

## Население
По данным статистического сборника «Сельские населенные пункты Ярославской области на 1 января 2007 года», в деревне Бабуково проживает 2 человека. По топокарте на 1981 год в деревне проживало 0,02 тыс. человек. 

## География
Деревня расположена в 4 км к югу от районного центра Большое село, на правом берегу реки Сдериха, левого притока Юхоти. На берегах Сдерихи в целом в лесном и малозаселённом краю находится компактная группа деревень. Выше Бабуково по течению, к югу стоит деревня Новленское, а в противоположной стороне, ниже по течению деревни Клешнино и Серковская. На противоположном берегу Сдерихи стоит деревня Бахматово.